# ادوارد هاریسون
ادوارد هاریسون (انگلیسی: Edward Harrison؛ ‏ ۱۷۶۶ – ۶ مهٔ ۱۸۳۸) پزشک اهل بریتانیا بود که به دلیل تشریح شیار هاریسون شناحته می‌شود. وی پزشکی را در لندن زیر نظر جان هانتر و ویلیام هانتر و سپس در ادینبرو فرا گرفت و در سال ۱۷۸۴ مدرک دکترای پزشکی را دریافت کرد و به مدت ۳۰ سال در هورنکستل، لینکلن‌شر طبابت کرد. وی عضو انجمن سلطنتی و همکار انجمن سلطنتی بود و نخستین درمانگاه بیماری‌های ستون فقرات را در لندن در سال ۱۸۳۷ تأسیس کرد.